# Eméric Kpegba
Eméric Kpegba, né le 29 mai 1999, est un nageur togolais. Il a participé à des compétitions internationales de natation, notamment aux Jeux olympiques et aux Jeux africains,.

## Biographie
Eméric Kpegba est né le 29 mai 1999 au Togo. En 2016, Kpegba a participé à l'épreuve du 50 mètres libre masculin aux Jeux olympiques d'été de Rio de Janeiro, au Brésil. Il s'est classé 80e avec un temps de 27,67 secondes et ne s'est pas qualifié pour les demi-finales. Trois ans plus tard, en 2019, Kpegba a représenté le Togo aux Jeux africains organisés à Rabat, au Maroc.